# TANS-Perú-Flug 204
Auf dem TANS-Perú-Flug 204 verunglückte am 23. August 2005 eine Boeing 737-200 kurz vor der Zwischenlandung auf dem peruanischen Flughafen Pucallpa. Bei dem Unfall kamen 40 der 98 Insassen ums Leben.

## Flugverlauf
Die Boeing 737 der TANS Perú befand sich auf einem Inlandsflug von Lima nach Iquitos, wobei in Pucallpa eine planmäßige Zwischenlandung vorgesehen war. Auf dem ersten Flugabschnitt hatte ein in Ausbildung befindlicher Pilot die Funktion des Ersten Offiziers übernommen, während sich der reguläre Kopilot in der Passagierkabine aufhielt.
Um 14:52 Uhr begann die Besatzung mit den Sinkflug auf den Flughafen Pucallpa, der zu diesem Zeitpunkt von Gewitterwolken umgeben war, die starke Winde und Niederschläge verursachten. Die Gewitterfront wurde aus einer Entfernung von rund 300 km (190 Meilen) vom Wetterradar des Flugzeugs erfasst. Trotz der schlechten Wetterverhältnisse am Zielflughafen setzten die Piloten den Sichtanflug auf die Landebahn 02 in Pucallpa fort. Die Maschine flog südlich der Landebahn in eine turbulente Zone mit sehr starkem Hagelschlag ein, wodurch die Sichtweite schlagartig auf null sank. Der Anflug wurde danach zunehmend instabil. Gleichzeitig erhöhte sich die Sinkrate durch das Auftreffen von Fallböen auf über 1500 Fuß pro Minute. Das Ground Proximity Warning System wies die Piloten durch Alarmmeldungen auf die zu hohe Sinkrate hin, allerdings leiteten sie kein Durchstartmanöver ein. Das Flugzeug schlug etwa 5,5 km vor der Landebahnschwelle in einem sumpfigen Gelände auf. Dabei zerbrach der Rumpf vor der Tragflächenwurzel auf Höhe der siebenten Sitzreihe in zwei Hälften. Von den 98 Insassen überlebten 58 Personen, die fast alle im hinteren Kabinenbereich gesessen hatten.

## Unfallursache
Die Unfalluntersuchung gestaltete sich anfangs schwierig, weil das Wrack geplündert und der Flugdatenschreiber entwendet worden war. Erst nachdem die Fluggesellschaft eine Belohnung gezahlt hatte, wurde das Gerät zurückgegeben. Die Aufzeichnungen des Stimmenrekorders und des Flugdatenschreibers erbrachten keinen Hinweis auf eine Beschädigung des Flugzeugs oder eines flugrelevanten Systems vor dem Aufschlag. Eine technisch bedingte Unfallursache wurde ausgeschlossen. Die Untersuchungskommission stufte den Unfall als „controlled flight into terrain“ ein.
Die Ermittler kritisierten die Entscheidung der Besatzung, den Flug nach Pucallpa fortzusetzen und keinen Ausweichplatz anzufliegen, obwohl die Gewitterfront bereits frühzeitig im Wetterradar dargestellt wurde. Selbst nach Einflug in das Gewitter brachen die Piloten den Landeanflug trotz der fehlenden Bodensicht nicht ab. Zuvor hatte der Kapitän die Steuerung der Maschine übernommen, wodurch der unerfahrene Kopilot nun als "pilot not flying" für die Überwachung der Instrumente zuständig war. Von ihm erfolgten jedoch keine Mitteilungen zur Flughöhe oder Sinkrate. Ebenso versäumte es der Kapitän, diese Informationen einzufordern. Das mangelhafte Crew Resource Management führte dazu, dass die Piloten den zu steilen Sinkflug beibehielten und die Maschine in den Boden flogen.

## Medien
Der Unfall wird in der 12. Staffel der kanadischen Dokumentationsreihe „Mayday – Alarm im Cockpit“ in der Episode „Blind durch den Hagelsturm“ (Originaltitel: „Blind Landing“) thematisiert.